# Couronnement d'Henri VIII et de Catherine d'Aragon

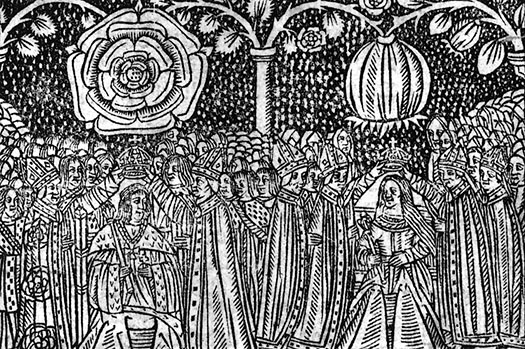
Gravure sur bois représentant le couronnement d'Henri VIII et Catherine d'Aragon, XVIe siècle

Le couronnement d'Henri VIII et de sa femme Catherine d'Aragon en tant que roi et reine d'Angleterre eut lieu le 24 juin 1509 à l'abbaye de Westminster, Londres,. Henri monta sur le trône deux mois auparavant, après la mort du roi Henri VII le 21 avril 1509, et Catherine est devenue sa femme et reine le 11 juin 1509. La cérémonie a été présidée par William Warham, l'archevêque sortant de Cantorbéry, et organisée par Marguerite Beaufort, la grand-mère du roi. Le couronnement du nouveau roi et de la reine a été accueilli avec de grandes festivités à travers tout le pays, la population avait de grands espoirs pour le règne de leur nouveau roi. Un autre couronnement conjoint intégral ne serait pas fait dans les îles Britanniques avant celui de Jacques II d'Angleterre et de Marie de Modène en 1685, près de deux siècles plus tard.

## Contexte
La Guerre des Deux-Roses était un conflit entre les Maisons de Lancastre et d'York, deux branches cadettes de la dynastie Plantagenêt, pour le trône d'Angleterre. Les désordres civils sous le règne de Richard II virent la saisie de la couronne par son cousin, Henri de Lancastre, qui était lui aussi un mâle de la lignée Plantagenêt. Son fils, Henri V, était populaire pour ses campagnes militaires réussies en France, mais mourut subitement, laissant le trône à son fils en bas âge, Henri VI. Les échecs militaristes du roi en France combinés à son instabilité mentale ultérieure ont conduit son cousin, Édouard d'York, à s'emparer du trône. Comme Henri VI, Édouard IV descendait patrilinéairement d'Édouard III, mais sa prétention au trône reposait sur une lignée qui autorisait la succession féminine. Son fils, l'enfant-roi Édouard V, a été emprisonné aux côtés de son jeune frère sur les ordres de leur oncle, le frère d'Edward Richard, qui s'est rapidement emparé du trône et a déclaré ses nièces et neveux illégitimes par une loi du Parlement.
Avec l'extinction de la lignée masculine de la maison de Lancastre, la revendication lancastrienne a été héritée par Henri Tudor, dont la revendication était plutôt provisoire. Sa descendance des Plantagenets se faisait par une femme, et la lignée dont il descendait était illégitime. Bien que les Beaufort aient été légitimés plus tard, ils ont été exclus de la succession par Henri IV,. Depuis que les Princes de la Tour ont disparu dans des circonstances mystérieuses, l'héritier Yorkist légitime était leur sœur, la Princesse Élisabeth. Henri Tudor envahit l'Angleterre avec une armée, tua le roi Richard III et devint roi d'Angleterre sous le nom d'Henri VII. Il a épousé la princesse Élisabeth pour renforcer sa prétention au trône, car Henri n'était vraiment roi que par droit de conquête. L'union s'est développée finalement dans un rapport affectueux, en produisant plusieurs enfants. Leur fils aîné et héritier, Arthur, épousa l'infante espagnole Catherine d'Aragon en 1501 dans le cadre d'une alliance anglo-espagnole. Cependant, le prince mourut l'année suivante et un mariage fut arrangé avec la princesse veuve de Galles et le jeune frère d'Arthur, le prince Henri. En dépit des inquiétudes sur la dot de Catherine et la question d'affinité, une dispense papale a été demandée,, et quand Henri est monté sur le trône en 1509, il s'est marié avec Catherine, faisant d'elle sa reine. La cérémonie a eu lieu le 11 juin à l'église des Frères observateurs au palais de Greenwich.

## Préparatifs
Le roi a proclamé que quiconque souhaitait participer au couronnement devait se rassembler dans la salle blanche du palais de Westminster avant le 20 juin, et un groupe de nobles dirigé par le comte de Surrey, le lord trésorier et le comte d'Oxford enquêterait sur les candidatures. Deux jours plus tard, le roi a ordonné à vingt-six « personnes honorables » de lui servir le dîner à la tour en prévision de leurs créations en tant que chevaliers du bain le 23 juin. Lesdites personnes comprenaient William Blount ; Thomas Knyvett, un compagnon de joute ; Sir Henry Clifford, un vieil ami ; et Sir Thomas Boleyn, père d'Anne Boleyn, qui deviendra plus tard la seconde épouse d'Henry.
Comme il était de tradition pour le roi de tenir une veillée solennelle avant son couronnement, Henri observait cette coutume dans la Tour le 22 juin. Lui et la reine s'y sont rendus via une barge royale de Greenwich, et Henri a ordonné que les appartements royaux soient rénovés pour son séjour. À cette occasion, il portait un pourpoint en drap d'or et de satin damassé sous une robe en velours violet, fourrée d'hermine. Le même après-midi, le Roi créa vingt-quatre Chevaliers du Bain.

## Cortège

### Le roi
Vers quatre heures de l'après-midi, le 23 juin, le roi et la reine participent à une procession triomphale de la Tour à Westminster, sous les acclamations du peuple. Les artères de Londres étaient luxueusement meublées en prévision du couronnement ; les maisons et les boutiques étaient décorées de tapisseries, certaines même de draps d'or. La foule était si nombreuse qu'il a fallu installer des balustrades dans les rues pour empêcher les gens d'interférer avec la procession. Avant le défilé se trouvaient les chevaliers du bain nouvellement créés, vêtus de robes bleues. Edward Stafford, duc de Buckingham, qui avait été temporairement nommé gendarme d'Angleterre, portait un petit bâton d'argent et chevauchait devant le roi Henri. Il était vêtu d'une robe de couture coûteuse, de pierres et de rubis. Curieusement, les lettres patentes qui accordent la charge de gendarme d'Angleterre à Buckingham précisent qu'il ne conservera cette charge « que » le 23 juin. Le roi, trop conscient de l'ambition politique de Buckingham, se fait imposer cette condition. Les foules ont applaudi lorsque le roi a finalement fait son apparition, monté sur un cheval orné de damas d'or et d'hermine. Au-dessus de lui se trouvait un dais doré porté par les Barons du Cinque Port. Henri lui-même portait des robes de velours cramoisi garnies d'hermine sur une veste en or recouverte d'un éventail époustouflant de diamants étincelants, de rubis, d'émeraudes et de perles. Le chroniqueur Edouard Hall a écrit : 

« Les traits de son corps, sa belle personnalité, son visage aimable, son allure princière, avec les nobles qualités de son domaine royal, à tout homme connu, n'ont pas besoin d'être répétés, considérant que par manque de ruse, je ne peux exprimer les dons de grâce et de la nature dont Dieu l'a doté. »

 Derrière Henri se trouvaient des seigneurs, des chevaliers et des écuyers, suivis du maître du cheval du roi, portant de la même manière un collier en or, quoique moins ostentatoire que celui du roi.

### La reine
Le cortège de la reine Catherine a suivi celui d'Henri. La litière sur laquelle elle était assise était soutenue par deux palefrois blancs ornés de drap blanc d'or. La reine était parée de satin blanc brodé, et Hall rapporta qu'elle avait les cheveux détachés et une couronne avec de nombreuses pierres précieuses. Derrière la litière de la reine se trouvaient des chars avec ses dames d'honneur et les femmes des pairs du royaume, vêtues de soies colorées.

## Couronnement
La nuit précédant le couronnement, Henri et Catherine ont dormi dans la chambre peinte du palais de Westminster sous une grande peinture murale représentant le couronnement d'Édouard le Confesseur en 1042, commandé par Henri III. Arrivés plus tôt ce jour-là, ils ont apprécié un banquet et se sont ensuite rendus à la chapelle de Saint-Étienne pour la prière. Le lendemain, le couple royal quitte le palais vers huit heures du matin et traverse Westminster Hall dans l'abbaye, accompagné de trente-huit évêques et abbés. Les marchands de tissus ont fourni 1641 mètres de tissu écarlate et 2 040 mètres de tissu rouge pour le couronnement, faisant le prix final des robes de couronnement d'environ 1307 £; la facture totale des soieries et des draps était de 4781 £ ; 1749 £ ont été dépensés pour les robes d'Henri et de Catherine. Le couronnement eut lieu le jour de la Saint-Jean : le dimanche 24 juin 1509. Les spectateurs ont rempli l'abbaye pour l'événement. Parmi certains des individus se trouvaient Mme. Anne Luke, la nourrice du roi, et son ancien professeur de français, Giles Duwes. La grand-mère paternelle du roi, Marguerite Beaufort, regardait fièrement dans le chœur tandis que le président, l'archevêque William Warham, présentait le roi Henry à ses sujets. Une masse de voix a crié le cri latin traditionnel de Vivat, Vivat Rex, qui signifie « Vive le Roi ! » Henry a prêté son serment de couronnement devant l'évêque de Londres : 

« De bonne volonté et l'âme dévouée, je promets... Je garderai le privilège de la loi canonique et de la sainte église... et moi... par la grâce de Dieu, je vous défendrai, vous et chacun d'entre vous, évêques et abbés, à travers mon royaume et toutes ces églises qui vous ont été confiées ; toutes ces choses... Moi, Henri, roi d'Angleterre, je promets et confirme de les garder et de les observer, avec l'aide de Dieu et de ces saints évangélistes, par mon contact corporel sur ce saint autel. »

 Henri s'est levé de la chaise du couronnement, s'est rendu au maître-autel et a été oint d'huile sainte neuf fois (sur ses paumes, sa poitrine, son dos, chaque épaule et coude et sa tête; à chaque fois avec le signe de la croix). Le roi a ensuite remis l'orbe et le sceptre d'or et la couronne de saint Édouard a été abaissée sur sa tête. La noblesse d'Angleterre rendit alors hommage au roi, à commencer par le doyen des pairs, le duc de Buckingham. Il s'est agenouillé devant Henri, promettant sa loyauté et sa fidélité : 

« Moi, Edward Stafford, je deviens votre lieutenant, de vie et de corps, de culte terrestre, de foi et de vérité, et je vous soutiendrai, pour vivre et mourir contre toutes sortes de gens, que Dieu me vienne en aide ainsi que ses saints. Quatre comtes et vingt et un barons ont ensuite emboîté le pas. »

Vient ensuite la reine. Après des années de mauvais traitements et de flottement dans les limbes, Catherine était enfin couronnée reine d'Angleterre. Elle portait « un jupon fourré de miniver... et un manteau avec une traîne de drap blanc d'or avec des glands d'or et blancs. » L'archevêque a soigneusement placé une couronne d'or sur la tête de la reine et a placé dans sa main un sceptre d'or avec l'image d'une colombe sur le dessus. Le couronnement conjoint était basé sur le précédent de la cérémonie de couronnement d'Henri VII, qui posait quelques problèmes. Edward Gray a été chargé de diriger les chevaux de la litière de la reine, un travail traditionnellement attribué à ses ancêtres. Cependant, le garçon n'avait que six ans. De plus, les vicomtes chargés de porter le sceptre et la baguette d'ivoire dans la procession de Catherine étaient inexistants : aucun vicomte n'était vivant en Angleterre en 1509. À l'extérieur de l'abbaye, la foule extatique commença à arracher des morceaux du patin écarlate sur lequel le roi avait marché en souvenir. Lorsque Henry et Catherine ont finalement quitté l'abbaye, ils n'ont pas remarqué l'absence du patin et se sont rendus à Westminster Hall sous les acclamations du peuple. Là, le couple royal a apprécié son banquet de couronnement et les festivités se sont poursuivies pendant des jours alors que l'Angleterre célébrait le couronnement du roi et de la reine. Catherine écrivit à son père, « notre temps est passé en festival continu. »